# Кононенко, Дмитрий Александрович
Дмитрий Александрович Кононенко (род. 23 августа 1988) — украинский шахматист, гроссмейстер (2007).

## Биография
Шахматами занимается с 1995 года. В начале занимался у Иосифа Мнушкина, затем у Владимира Пименовича Гергеля в ДЮСШ-9. Трижды становился чемпионом Украины среди юниоров: в 1999 (до 12 лет, быстрые шахматы), в 2003 (до 16 лет) и 2004 гг. (до 16 лет).
Двукратный серебряный призёр клубных чемпионатов Украины (2009, 2010). Шестикратный победитель блиц-марафонов международного фестиваля Czech Open в Пардубице (2008—2013). Четырёхкратный чемпион Днепропетровской области по классическим шахматам (2003, 2005, 2006, 2007), двукратный чемпион Днепропетровской области по блицу (2010, 2014).
В 2018 году стал чемпионом мира по шахматам для четырёх игроков. chess.com/4-player-chess
chess.com/member/valger

## Изменения рейтинга
| Графики недоступны из-за технических проблем. См. информацию на Фабрикаторе и на mediawiki.org. |